# Figurines
Figurines er et dansk band fra den nordjyske by Vestbjerg. Efter at gruppen blev dannet i midt 90'erne har de udgivet fire albums, alle på det århusianske pladeselskab Morningside Records.
Figurines spiller en art "lo-fi"-rockmusik med inspiration hentet fra den amerikanske alternative indie scene. Derudover finder man til tider en forbindelse til folk-rock som f.eks. Neil Young spiller den. Figurines minder ikke umiddelbart om andre danske bands, men kan sættes i samme kategori som I Am Bones, Built to Spill og Modest Mouse. Sidstnævnte band har en vokal der ligger utroligt tæt på Figurines, der også gør brug af 2-stemmige stykker hvor den ene stemme oktaverer den anden, så vel som den lidt desperate og skingre klang Modest Mouse også har. Især Christian Hjelms vokal, gør at bandet skiller sig meget ud, og gør Figurines musik genkendeligt.
Den nyeste plade er indspillet analogt i Silence Studios i Koppom, Sverige.
Figurines spillede på Roskilde Festival 2006 på Odeon scenen
Bandet har blandt andet fået omtale i det meget populære, engelske musikmagasin NME, hvor det britiske rock band Kaiser Cheifs roste dem. Figurines har også været på turné rundt i USA, og i starten af 2008 havde de en Danmarks turné, hvor de blev supportet af et andet dansk band, ved navn Twins Twins.
Bandets manager er Jesper Brodersen, der tidligere var en del af hedengangne Morningside records.
Den 10. Januar 2009 spillede Figurines, blandt andre danske musikere, til koncerten 'Musik Mod AIDS'.

## Diskografi
- The Detour, (ep) 2001
- Shake a Mountain, 2003
- Skeleton, 2005
- Silver Ponds 7″, (single) 2006
- When The Deer Wore Blue, 2007
- Lucky To Love, (ep) 2010
- Figurines, 2010

## Musikvideoer
- "Bright", 2003
- "Back In The Day", 2005
- "I Remember", 2005
- "The Wonder", 2005
- "Let's Head Out", 2007
- "Childhood Verse", 2007
- "The Air We Breathe",  2007

## DVD'er
- "The Detour", udgivet d. 15 december 2008

## Bandmedlemmer
- Christian Hjelm – Vokal/guitar
- Claus S. Johansen – Vokal/guitar
- Jens Ramon – Piano/synths/guitar

## Tidligere bandmedlemmer
- Andreas Toft – Bas
- Mads Kjærgaard – Bas
- Kristian Volden – Trommer

## Ekstern henvisning
- http://www.figurines.dk/ Arkiveret 11. januar 2006 hos  Wayback Machine
- Figurines på Allmusic
- Figurines på Discogs
- Figurines på MusicBrainz
- Figurines på Last.fm
- Figurines på Myspace

| Musikgruppe | Spire Denne artikel om en dansk musikgruppe er en spire som bør udbygges. Du er velkommen til at hjælpe Wikipedia ved at udvide den. |